# Lutter am Barenberge
Lutter am Barenberge is een plaats en voormalige gemeente in de Duitse deelstaat Nedersaksen. De gemeente maakte deel uit van de Samtgemeinde Lutter am Barenberge in het Landkreis Goslar tot deze op 1 november 2021 werd opgeheven en de deelnemende gemeenten werden opgenomen in de gemeente Langelsheim. Lutter am Barenberge telt 2.278 inwoners.
In 1626 werd hier de Slag bij Lutter in het kader van de Dertigjarige Oorlog uitgevochten, tussen een Deens leger en een leger van de Katholieke Liga.
- Gemeinsame Normdatei: 4595560-8
- Library of Congress Control Number: n89146301
- MusicBrainz: 74043b85-d59b-49cc-a281-35298640fcbb
- Nationale Bibliotheek van Tsjechië: ge549954
- Nationale Bibliotheek van Israël: 987007562595605171
- Virtual International Authority File: 124456013
- WorldCat: E39PBJdcxWcFv7VXqkXcvDbPQq